# Acianthera fornograndensis
Acianthera fornograndensis é  uma espécie de orquídea (Orchidaceae) originária do espírito Santo, no Brasil. São plantas rupícolas robustas, de tamanho médio, com rizoma espesso e reptante, subcespitosas, com caule secundário mais largo no ápice que na base, triangular no ápice, ereto e espesso, rígido, com folhas largas, acuminadas, muito espessas e côncavas, pendentes do caule, de verdes a roxo acinzentado ou vermelhas, com inflorescências curtas apoiadas sobre as folhas, com poucas flores que não se abrem muito listadas de amarelo e vermelho, com extremidades acuminadas. O labelo tem longo istmo na base e lobos laterais baixos estreitos e obtusos, listado como a resto da flor .
A Acianthera fornograndensis é similar a A. prolifera e, pela morfologia vegetativa, particularmente à A. hamosa, das quais difere, pela coloração amarela com linhas avermelhadas nas sépalas, pelas margens lisas das sépalas, pela base do labelo estreita e linear, de lóbulo apical liso, coluna de ápice revoluto e com duas asas laterais retas, ligeiramente curvadas em direção à coluna. Foi descoberta na localidade de Forno Grande, município de Castelo, vegetando sobre rocha em pleno sol.

## Publicação e sinônimos
- Acianthera fornograndensis L.Kollmann & A.P.Fontana, Bol. Mus. Biol. Mello Leitão. Nova Sér. 20: 27 (2007).